# Eismarsch der Baltischen Flotte
Gotland – Rigaer Bucht – Unternehmen Albion (Moonsund) – Eismarsch der Baltischen Flotte – Åland – Unternehmen Schlußstein
Der Eismarsch der Baltischen Flotte (russisch Ледовый поход Балтийского флота) war eine Operation der Baltischen Flotte im Frühjahr 1918, angesichts des Vorrückens deutscher Truppen an der Ostfront seit Anfang 1918 und der Finnland-Intervention, ihre Schiffe von den vorgeschobenen Basen in Reval (Tallinn) und Helsingfors (Helsinki) nach Kronstadt auf der russischen Insel Kotlin zurückzuziehen.

## Geschichte
Am 25. Februar 1918 eroberten deutsche Truppen auf ihrem Vormarsch durch das Baltikum Reval. Die dort stationierten Schiffe der Baltischen Flotte konnten – mit Ausnahme eines U-Bootes – den Hafen verlassen und erreichten durch den unermüdlichen Einsatz von Eisbrechern am 5. März Helsingfors. Sogar die in den Werften von Lange & Böcker und den Russisch Baltischen Werken im Bau bzw. in Ausrüstung befindlichen Neubauten wurden überführt.
Nach der Landung der deutschen Ostsee-Division am 3. April bei Hangö und dem Abschluss des Hangö-Abkommens zwischen Konteradmiral Hugo Meurer und Vertretern des ZentroBalt (Zentralkomitee der Baltischen Flotte) organisierte der dienstälteste Offizier der Baltischen Flotte, Kapitän 1. Ranges Alexei Schtschastny (Алексей Михайлович Щастный), die Überführung der russischen Einheiten nach Kronstadt. Ab dem 6. April konnten trotz widriger Wetterbedingungen (- 12° Lufttemperatur) und schwieriger Eisverhältnisse im Finnischen Meerbusen ca. 170 Einheiten zurückgeführt werden. Damit blieb Sowjetrussland praktisch die gesamte Baltische Flotte erhalten. Schtschastny, der diese unter den gegebenen Umständen ungewöhnliche Leistung kurzfristig eingeleitet und durchgeführt hatte, wurde kurz darauf von den Bolschewiki verhaftet und erschossen. Begründung: „Er habe sich durch seine Tat bewusst populär gemacht, um diese Popularität später gegen die Sowjetmacht einsetzen zu können.“

## Beteiligte Schiffe
Die beiden Eisbrecher Jermak und Wolhynez bewältigten die 330 km bis Kronstadt in fünf Tagen. Folgende größere Einheiten nahmen an dem Unternehmen teil:
- vier Schlachtschiffe: Gangut, Petropawlovsk, Poltawa, Sewastopol
- drei ältere Linienschiffe: Andrei Perwoswanny, Respublika (vormals Imperator Pawel I.), Graschdanin (ex. Zessarewitsch)
- fünf Panzerkreuzer: Rurik, Admiral Makarow, Bajan, Gromoboi, Rossija
- vier Kreuzer: Bogatyr, Oleg, Aurora, Diana
- 57 Zerstörer (davon 16 moderne große Zerstörer des Nowik-Typs)
- drei Kanonenboote: Grosjaschtschi, Chrabry, Chiwinez
- 12 U-Boote
- drei Minenleger

## Zurückgelassene Einheiten
Kurz vor der Landung deutscher Truppen versenkten sich im Hafen von Hangö die russischen U-Boote AG 11, AG 12, AG 15 und AG 16 selbst. Zwei der Boote, AG 12 und AG 16, wurden später mit der Absicht gehoben, von der finnischen Marine in Dienst gestellt zu werden, aber ihre Reparatur stellte sich als zu kostspielig heraus und wurde nicht durchgeführt. Am darauf folgenden Tage wurden die britischen U-Boote C26, C27, C35, E1, E8, E9 und E19 von ihren Besatzungen in Helsingfors selbstversenkt.